# Komet Tritton
Komet Tritton ali 157P/Tritton je periodični komet z obhodno dobo okoli 6,3 let.
.
 Komet pripada Jupitrovi družini kometov . 

## Odkritje[4]
Komet je 11. februarja 1978 odkril astronom Keith P. Tritton na Observatoriju Siding Spring (v Coonabarabranu) v Avstraliji. V naslednjih letih se komet ni pojavil, zato je dobil oznako »D/« (izgubljeni komet). 6. oktobra 2003 je na posnetkih C. W. Juels (Fountain Hills, Arizona, ZDA) opazil hitro se gibajoče telo. Pozneje so ugotovili tudi, da ima to telo komo in rep. Izračuni so pokazali, da so ponovno našli izgubljeni komet iz leta 1978. Pozneje so mu vrnili oznako »P/«.